# トゥーマスト
トゥーマスト（Toumast）は、ニジェールのバンド。「砂漠のブルーズ」と呼ばれる音楽を演奏している。バンド名はトゥアレグ語で「同一性」の意。

## 来歴
サハラ砂漠を交易とラクダ放牧で自由に行き来していたトゥアレグ人たちは、アフリカ諸国の独立により、どこにも帰属しない自由人でいることが許されなくなった。マリ、ニジェール、ブルキナ・ファソ、アルジェリア、リビアなどにまたがって生活していたトゥアレグは、難民となってスラムに移住し、国からも弾圧されていた。特にマリとニジェールでは弾圧が激しく、多くはリビアに逃れていった。ムアンマル・アル＝カッザーフィー大佐は、彼を支持する兵士となることを条件にトゥアレグたちを支援し、ゲリラ兵養成キャンプにトゥアレグの若者たちを送り込んだ。
トゥーマストの中心人物、ムーサ・アグ・ケイナは1972年、ニジェールのマリ国境に近いアザワド地方の野営地で生まれた。1987年のニジェール政府によるトゥアレグ弾圧政策強化によって、15歳のムーサは多くの若者たちと同じようにリビアへ亡命し、ゲリラ教育を受けた。この軍事キャンプでトゥアレグの先駆者バンド、ティナリウェンのメンバーたちと出会っている。彼らはニジェールとマリ北部に反政府ゲリラとして送られた。
トゥアレグゲリラたちはフランス語の「ショムール＝失業者」に由来する「イシュマール」と呼ばれていて、行き場のない亡命者たちはゲリラになるしかない環境があった。彼らは士気を高めるために音楽を積極的に用い、伝統的な旋律に戦闘的な歌詞をのせて、ギターに合わせて歌った。野営地から野営地へと、この歌のカセットテープは伝わり、遊牧民たちが国家の弾圧に対して立ち上がって戦うよう訴えた。この音楽はニジェールで1995年まで放送も演奏も禁止された。
1990年、ムーサは従兄弟や友人たちと共にバンド「トゥーマスト」を結成する。その翌年、19歳のムーサは反政府レジスタンスのゲリラ兵となって、軍の基地や憲兵所を攻撃する毎日を送るようになる。
3年間、生死の境界をさまよいながら、ムーサは歌を作り続けた。後のデビューアルバム「イシュマール」に収められた曲は、ほとんどがこの頃に作られた曲だった。しかし1993年12月、政府軍250人に囲まれたムーサは、右脚に機関銃弾5発を受け、筋肉の一部が飛び散り、大腿骨を砕くという重症を負った。
ムーサは負傷兵としてアルジェリアに送られ、手術を受けたが、すぐに右脚がマヒしたまま、戦地に送り返されてしまう。そして1994年、フランスのNGO団体と医師団の保護により、フランスに送られ、数度の手術を受ける。ムーサは右脚の機能を一部回復するまでに至った。
1995年4月、トゥアレグ反政府軍とニジェール政府の間に和平が結ばれた。ムーサはこれで故郷に帰れると喜んだが、その2か月後、戦友12人が政府軍に虐殺されたという報せが入る。それによってフランスに亡命したまま、トゥアレグの自由を奪回するための戦いを起こすことを決心した。
ムーサはフランスでも小さなホールや結婚式などで歌った。そして1990年代末、トリップホップのバンド、デジタル・ブレッドに参加するが、そのエレクトロな世界になじめず、「トゥーマスト」を再開することばかり考えるようになる。かくして第二のトゥーマストはフランスで出会ったミュージシャンたちと結成された。2003年には従妹のアミニトゥー・グーマールが合流し、アルバムではベーシストとして、オペラ声楽テナー歌手ロベルト・アラーニャの弟、フレデリコ・アラーニャが演奏した。
2006年のアルバム「イシュマール」は、ロック系雑誌レ・ザンロキュプティーブルにより、2006年ベストアルバム「ジャズ／ワールド／シャンソン部門」の４位に選出された。

## ディスコグラフィー

### アルバム
- 2006年 : Ishumar - イシュマール～機関銃の代わりにギターを～ (Village Vert - Wagram)
- 2009年 : Amachal (Green United Music)

### V.A.
- 2008年 : Ishumar, musique touarègue de résistance (Reaktion)